# 平湖乡
平湖乡，是中华人民共和国湖北省黄冈市罗田县下辖的一个乡镇级行政单位。

## 行政区划
平湖乡下辖以下地区：
东冲畈村、大垴村、秋千厂村、丁家套村、刘家庄村、高家垸村、江家畈村、何家山村、项家畈村、张家坳村、毛家洞村、白果树垸村、大垸村、上冲村、苏家山村、平湖村、黄家垸村、粉壁坳村、沙塘角村、古羊山村、七里冲村和胡家河村。